# Combate de Santa Marta
El Combate de Santa Marta fue un enfrentamiento militar librado en 1813 entre las fuerzas patriotas y realistas, con victoria de las primeras.

## Antecedentes

### Cartagena y Santa Marta
Cartagena de Indias era dominada por el gremio de comerciantes y hacendados dueños de plantaciones de azúcar y tabaco o criadores de ganado. En cambio, Santa Marta tenía muy pocos habitantes y su escasa élite criolla, partidaria de la independencia, no pudo doblegar a la burocracia y militares que allí vivían. Esa aristocracia diminuta la formaban funcionarios o familias encumbradas de origen español y poco influenciadas por la Ilustración, a diferencia de sus pares de Bogotá o Cartagena. El historiador estadounidense Charles Tilly sostuvo que para el surgimiento de una «insurgencia contrarrevolucionaria» eran clave que las tradiciones y estructuras sociales fueran vitales para la población, lo que sucedía en Santa Marta como en la famosa Vandea francesa. En cambio, para que apareciera una «insurgencia revolucionaria» en sitios donde hay mayor dinámica social, mayores ritmos de cambio y poco peso de la estructura social previa. Su población era de apenas 5.000 a 8.000 personas, la cartagenera 20.000. Además, los poblados vecinos apoyaron ferozmente la causa realista por tradicional respeto a la figura del rey y a la Iglesia católica, destacando los taironas de Ciénaga y Gaira y los caribes de Bonda y Mamatoco. A pesar de ello, en varias ocasiones los patricios locales y gobernadores españoles entregaron a gente de castas tierras de los indios a fin de ganar su favor. Solo los nativos de Malambo fueron partidarios de los patriotas. Santa Marta también se volvió una zona segura donde los realistas de otras provincias podían refugiarse.

### Conflicto
Como indica Jorge Elías Caro, cuando el orden virreinal colapsó la situación pronto se polarizó hasta dividir a las ciudades neogranadinas en patriotas o realistas. Durante la Patria Boba, los patricios urbanos intentaron desembarazarse de los centros tradicionales de poder, llevando a la fragmentación del territorio. En diciembre de 1810, primero San Juan de Pasto y después Santa Marta, Riohacha, Tolú y Panamá reconocen al Consejo de Regencia de Sevilla y más tarde a las Cortes de Cádiz: «Las guerras entre las múltiples unidades políticas erigidas en 1810 se estabilizan en 1812 en torno a cuatro polos geográficos». Dos eran realistas, los del sur (Pasto y Patía) y los del norte (desde orillas del río Magdalena hasta las costas de toda la Guajira); los patriotas se dividían en federalistas, que dominaban la mayor parte de la región central, y centralistas, dueños de Santafé de Bogotá y el curso medio del Magdalena.
En 1812, los samarios recibieron 3 buques de guerra desde la Capitanía General de Cuba y el batallón Albuera desde España, junto a dinero y tabaco. Esto permitió al gobernador Tomás de Acosta y Hurtado de Mendoza armar un ejército para vigilar un frente que iba de Ocaña hasta Santa Marta. Esto significaba que sus soldados estaban muy dispersos en la margen oriental del Magdalena. Sin embargo, igualmente pudieron rechazar varias pequeñas expediciones cartageneras y batir a su flotilla en el curso fluvial. El Magdalena, frontera natural entre las provincias de Cartagena y Santa Marta, se convirtió en el frente de combate entre los realistas samarios y los patriotas cartageneros, quedando estos últimos rodeados cuando el valle de Sinú se pronunció por el rey. Los monárquicos caribeños tenían la ventaja de recibir armas, dinero y refuerzos desde Maracaibo y Cuba. La situación empezó a cambiar cuando empezaron a llegar venezolanos exiliados con sus recursos y conocimientos militares.
El 16 de septiembre, los curas de Sincelejo, Chinú y Sampués alzaron en armas a los locales descontentos con el desvalorizado papel moneda, controlando desde Ayapel a Lorica. Pronto se les unió el teniente coronel Antonio Fernández Rebustillo y todo el valle del Sinú fue ocupado, negando los víveres a Cartagena. El 19 de octubre, los samarios atacaron Santa Cruz de Mompox al mando del coronel Esteban Fernández de León, quien mandaba 260 hombres contra 200 defensores dirigidos por el coronel Simón Bolívar. En reconocimiento, Mompox fue nombrada ciudad valerosa. El 12 de noviembre, el coronel Manuel Cortés Campomanes venció a Fernández Rebustillo en Mancomoján y dos días después en La Oveja. El 26 de noviembre, Miguel Carabaño tomaba el fuerte realista de Cispatá y mataba a todos los prisioneros, en venganza según él de las víctimas venezolanas. Así se recuperaba el valle del Sinú.

## Fuerzas enfrentadas

### Realistas
Según el historiador colombiano José Manuel Restrepo, el gobernador Acosta y Hurtado de Mendoza en 1812 había logrado armar un ejército de 1.500 plazas, principalmente milicianos, para defender la línea del Magdalena. Acorde a Carlos Payares González, su sucesor interino, el gobernador Castillo, sólo tenía 1.000 hombres mal armados e indisciplinados, motivo por el cual en 1813 se negó a intentar resistir a Labatut. En una declaración, Francisco Forn, soldado realista de la 3.ª compañía del cuerpo de patriotas de Santa Marta, los realistas tenían su cuartel general en Ciénaga después de caer Cerro de San Antonio, donde reunieron a los sobrevivientes de las derrotas en Sitio Nuevo y Guáimaro, los restos del batallón Albuera y numerosos vecinos de Santa Marta e indios de los pueblos, totalizando más de 1.000 hombres y una batería. Esto es corroborado por otro testigo, Juan de la Borbolla. Entre estas fuerzas destacaba el batallón Voluntarios Leales de Santa Marta o Voluntarios Patriotas de Santa Marta, unidad creada en 1810 y formada por seis compañías.
Según Restrepo, los indios rebeldes de Bonda y Mamatoco eran 200 a los que luego se sumaron vecinos de la ciudad. El venezolano Feliciano Montenegro Colón apoya esa estimación. Acorde a González Chaves eran 300. Según Álvaro Valencia Tovar y Camilo Riaño eran 2.000.

### Patriotas
Acorde a Restrepo, la expedición republicana que ocupó Santa Marta era de 500. González Chaves afirma que solo eran 65. En cambio, Payares González los eleva a 1.000 plazas. Forn, en su declaración, afirma que todos creían que eran 400 a 500 revolucionarios. Eduardo Lemaitre creía que eran más de 2.000 hombres. Según César Rolando Marcucci Vera, «se sabe que la tropa que componía el ejército de Labatut eran soldados aventureros, extranjeros en su mayor parte e indisciplinados».

## Enfrentamiento

### Campaña
Las ventajas obtenidas animaron a los patriotas a lanzar una ofensiva contra los samarios. El mercenario francés, coronel Pedro Labatut, con 230 hombres, de los que 200 eran milicianos de Barranquilla transportados en 2 lanchas y otros buques menores, en total unas 48 embarcaciones para llevar soldados, comida y armas, tomó por asalto las posiciones monárquicas en Sitionuevo, El Palmar y Sitioviejo, el 7 de noviembre, capturando 16 piezas de artillería y 4 bongos armados. Animado por el éxito, Labatut reorganizó sus fuerzas, elevadas a 340 hombres, y el 18 de noviembre atacó Guáimaro, defendido por Pedro Domínguez con 400 soldados, tomando toda la artillería, otros 4 bongos armados, una lancha cañonera y 130 prisioneros. Después de esto, fue nombrado jefe de la línea del Magdalena y siguió su ofensiva.
El 12 de diciembre, Labatut atacó Cerro de San Antonio con 500 soldados. La posición era defendida por Domínguez con 400 hombres, pero como en muchos casos, los indisciplinados realistas abandonaban buenas posiciones después de los primeros tiros. En cambio, las tropas de Labatut estaban entusiasmadas por las victorias y las promesas de botín de su comandante. Después de estas victorias, Labatut decidió marchar sobre Santa Marta. El 13 de diciembre, con 500 soldados y con considerables fuerzas sutiles cruzó la Ciénaga Grande, donde venció a una flotilla enemiga y 360 soldados a cargo del coronel Vicente Talledo. Llegó a capturar una lancha cañonera.
Poco después, el 15 de diciembre, tras haber recibido una petición de ayuda de los patriotas samarios, hizo salir al mar a algunas de sus naves por la noca de la Barra y marchó a la villa de San Juan Bautista de la Ciénaga. Le acompañaban 550 soldados con los que enfrentó a los 350 defensores que tenía bajo su mando Fernández Rebustillo y el español Juan de Jiménez. El gobernador Castillo envió 6 buques de guerra menores para ayudar en la defensa del puerto, pero no se aseguró que llevaran los víveres para que pudieran operar. El teniente coronel trató de organizar una defensa sólida pero fracasó. Sin embargo, los indios de la villa demostraron su valor, cargando constantemente contra los independentistas. Después de la derrota, numerosas guerrillas realistas se dispersaron por los pueblos de la zona. En esos momentos fue puesto bajo su mando el coronel Bolívar, quien consiguió tomar por asalto Tenerife, donde se había refugiado Fernández Rebustillo, el 25 de diciembre, tomando armas y botes con los que limpio la orilla del Magdalena hasta llegar a Mompox, desde donde comenzaría la campaña Admirable. Celoso, Labatut demandó que se le juzgara por realizar esas acciones sin permiso pero los jefes cartageneros se negaron.
El 1 y 2 de enero de 1813, se intentó reorganizar la defensa en San Juan Bautista con 250 a 300 hombres, principalmente indios armados con arcos y flechas, unas pocas pistolas y un par de cañones. Sin embargo, las fuerzas sutiles lograron maniobrar y ponerse fuera del alcance de la artillería realista, dirigiéndose a Santa Marta. Los oficiales monárquicos trataron de retirarse a Santa Marta por tierra. La mayoría de los indios se negó a marchar y volvió a su pueblo, llevándose una pechera de 1.000 pesos, 2 cañones y matando a un cura, dos soldados y algunos funcionarios que se habían retrasado. El motín desanimó a los jefes realistas a intentar seguir resistiendo.
El 2 de enero, Labatut entraba en San Juan Bautista. Al saberse de la derrota, se dieron órdenes de evacuar, pero la población y la guarnición se sintieron traicionados y la tropa de línea se amotinó y el gobernador y comandante general interino, coronel José del Castillo Calderón de la Barca, debió huir a la casa de Acosta para salvarse. Entonces aparecieron la familia Jimenos y el teniente Vicente Puyals del batallón de milicias locales, ofreciéndose reunir tropas y defender la ciudad a toda costa, pero el gobernador se negó incluso a darles los 400 fusiles de los almacenes que pedían. Después de eso, se decidió embarcar a todas las personas posibles en los 22 navíos que estaban en el puerto, lo que se volvió un caos porque había muchas más personas buscando huir de las que podían embarcarse.
Puyals, que también era alcalde de primer voto, ya había embarcado su equipaje en la fragata Elena cuando decidió quedarse ante tal caos; para hacer espacio a la gente, los marinos terminaron por arrojar su equipaje al mar. Todas las autoridades, funcionarios y vecinos españoles, unos 450 a 500, incluyendo Jiménez, creyéndose incapaces de defender la ciudad, se embarcaron para Portobelo en los buques de guerra y de transporte que habían en la noche del 5 de enero. También se estima que unas 700 lograron huir a Panamá, Cuba, Jamaica o Riohacha. En cuanto salieron, el coronel de milicias y partidario de la independencia, José Francisco de Munive, les pidió entrar a los revolucionarios.

### Defensas
Santa Marta estuvo expuesta a los ataques de guajiros y piratas desde su fundación en 1525, motivo para que se construyeran alrededor ocho fortines o casas-fuertes. Los primeros fueron los de García de Lerma (en 1530) y Bonda (1536), y para dificultar ataques desde el mar se levantó el fortín de San Juan de las Matas (1602), y siguiendo la costa al norte el de San Vicente (1644). En 1663, el gobernador e ingeniero militar Juan Betín levantó el fuerte Nuestra Señora de la Caridad (apodado Betín) en una punta al norte de la ciudad que actualmente lleva su nombre; también reforzó los de San Juan y San Vicente. Para mejorar las defensas, en 1719 se levantó el de San Antonio en los cerros de la punta Betín y en 1725 el de San Fernando para vigilar la entrada sur de la bahía, cerca de una punta homónima. En 1739 se empieza a construir el último fuerte, en la isla del Morro, al norte de la bahía y formado por la batería alta Santa Ana y la baja San Carlos. Finalmente, después de décadas de solicitudes de las autoridades locales a los monarcas españoles para mejorar las defensas, en 1778 es enviado el brigadier Agustín Crame, quien estudió las defensas y ordenó reforzar los fuertes de San Fernando, San Antonio e Isla del Morro, los que formaron un triángulo defensivo alrededor de la bahía donde estaba el puerto.

### Ocupación
El 6 de enero, Labatut entró en la ciudad con 500 soldados y emitió un bando declarando una amnistía para todos los habitantes. La ciudad estaba despoblada, Puyals le entregó la autoridad sobre la plaza y fue enviado prisionero a Cartagena con los miembros de la familia Jimeno y Manuel Puig, quienes tampoco quisieron huir. Luego quiso que el obispo local, Manuel Redondo, oficiara un Te Deum, pero aquel se negó y, de hecho, ni siquiera estuvo presente cuando entró triunfante. Poco después, la corbeta de guerra española Indagadora y un buque mercante entraron al puerto, por noticias de Puerto Rico creían que la ciudad aún estaba en manos realistas, y, de hecho, se había dejado flotante el pabellón español. La corbeta, cargada con ropa y otros artículos militares para la guarnición, fue forzada a rendirse con el mercante por el fuego de artillería de la plaza.
A pesar del buen inicio, los soldados patriotas fueron abusivos con los samarios, Labatut deseaba enriquecerse y no dudaba en robar, vejar e insultar a los vecinos, también ordenó al obispo local quitar las armas reales de la puerta del colegio y al guardián de San Francisco, Andrés Arias, una imagen muy venerada de la Concepción, luego envió a ambos prelados presos y la Virgen despojada de sus alhajas. Luego fueron enviados a Cartagena con escolta militar, lo que afectó los sentimientos profundamente religiosos del pueblo, que también vio a los templos saqueados. Además, el gobierno cartagenero se negó a permitirles a los patriotas samarios a organizar su propio gobierno y confirmó a Labatut como jefe político y militar de la plaza, e introdujo el papel moneda que disgustaba a los locales. Las arbitrariedades fueron tales que incluso los vecinos patriotas fueron arrestados y el hospital San Juan de Dios saqueado. Es decir, se comportaban más como conquistadores que como libertadores. Todo esto llevó a los samarios a seguir los pasos de Riohacha y Valledupar y volverse fanáticos defensores de la monarquía. Pronto empezaron las conspiraciones contra el nuevo orden. Al mismo tiempo, crecían los rumores que los realistas de Chiriguaná y Tamalameque habían huido a Riohacha y Valledupar, donde negociaban una alianza con los guajiros.
Finalmente, cuando un indio de Mamatoco fue arrestado por afirmar llamarse Fernando, su comunidad se alzó y se les sumó las de Bonda y Masinga, los zambos de la región y algunas tribus guajiras. Marcharon a Santa Marta, sumándosele en el camino numerosos patriotas cansados de los abusos. Enterado, Labatut envió una tropa al mando de un tal Fleurí, quien se encontró los realistas en el río Manzanares, que corre en las inmediaciones de Mamatoco. Como los patriotas no atacaban, los monárquicos procedieron a cargar dirigidos por un tal Simeón. Desbordado por ambos flancos, Fleurí se retiró en desorden y comunicando se pánico a su comandante.
A las 06:00 horas del 5 de marzo se presentaron delante de la plaza de Armas y Labatut, que al verlos creyó que lo atacaban los guajiros, pues habían rumores que estaban reuniéndose en Riohacha, no intentó dispersarlos con sus 500 soldados bien armados, se refugió con algunas tropas en el fortín de San Vicente, se embarcó en la Indagadora y abandonó a sus hombres, la mayoría de los cuales estaban en los fortines de Santa Bárbara y Rosario, a orillas del mar y a un tiro de fusil de distancia entre sí. Así, las fuerzas sutiles en el puerto y la guarnición debieron rendirse, capturándose más de 1.200 fusiles.

## Consecuencias
El 6 de marzo, Munive y sus partidarios intentaron atraer a los zambos a su causa pero fueron rechazados. El 8 de marzo, el cabildo organizó un gobierno provisorio político a cargo del capitán de milicias, José Álvaro de Ujueta, y militar a cargo del teniente coronel de milicias, Rafael Zúñiga. Se decidió dejar la bandera republicana enarbolada y se mandaron mensajeros a Cartagena para anunciar que se rebelaron contra los abusos de Labatut, sin embargo, también enviaron peticiones de auxilio a los puertos realistas del mar Caribe, como Maracaibo y La Habana. Pocos días después llegaron soldados de línea realistas desde Riohacha. Ante estas buenas noticias, el virrey en Panamá, Benito Pérez Brito, decidió enviar como nuevo gobernador al brigadier Pedro Ruiz de Porras. Redondo y Arias lograron escapar unos meses más tarde hacia Jamaica disfrazados.

Viva Fernando Séptimo. A las seis de la mañana de este día, hemos acometido al francés Pedro Labatut con todo el furor de un pueblo agraviado, unido los de este pueblo con los de Bonda y Santa Marta, y ahora que serán las nueve se ha concluido el combate, con casi ninguna desgracia. Ahora creo pasaré a la ciudad donde se ha proclamado a Fernando Séptimo. Ayer embistió a este pueblo el francés, y le quitamos un biolento, murió alguna gente, y todo el carruaje de pertrechos cayó en nuestras manos. Inmediatamente dispondrá VS. auxiliarnos con buques, tropas y demás para sostenernos poniéndolo en noticia del Sor Governador de esta Ciudad para que se ponga en camino. El francés se ha llevado en su profugacion al coronel Munive. Luego que se organise la ciudad, y el Cabildo se ponga, oficiarán V.S., relacionándole mas por menor lo que ha pasado. Dios guarde a VS muchos años.

El historiador Steinar A. Saether indica que en su carta, el cacique se posiciona claramente como partidario del rey y representante de un pueblo poco definido. También que al mencionar sólo a Labatut parece intentar crear una narrativa de una lucha contra representantes del Primer Imperio Francés. La carta fue bien recibida por los funcionarios reales y copias de ella fueron publicadas en las Indias y España.
La derrota fue devastadora para la causa patriota en la región, no volviéndose a recuperar ese territorio hasta la batalla de Ciénaga en 1820. Fue tal su importancia, que el cacique de Mamatoco, Antonio Núñez, fue premiado el 25 de julio de 1815 con una medalla de oro con el busto del soberano: «A los leales del Rey, en premio del distinguido arrojo con que se había mostrado en el hecho ejecutado el 5 de marzo de 1813, y lealtad manifestada por los indios de aquellos pueblos en ese acontecimiento y en los sucesos posteriores». Se estima que alrededor de 2.000 personas emigraron de Santa Marta durante aquel período.
Los considerados responsables de la retirada, el gobernador José del Castillo y el coronel de ingenieros Vicente Talledo, fueron juzgados por su comportamiento.